# Muzeum Wsi Lubelskiej w Lublinie
Muzeum Wsi Lubelskiej w Lublinie – skansen, na terenie którego znajdują się zabytki architektury drewnianej, murowanej i zbiory etnograficzne z rejonu dawnego województwa lubelskiego, wpisane do Państwowego Rejestru Muzeów.

## Historia
W 1960 roku w Muzeum Okręgowym w Lublinie został utworzony Oddział Budownictwa Ludowego. 1 stycznia 1970 oddział został przekształcony w autonomiczne Muzeum Wsi Lubelskiej. Pierwotnie skansen miał być usytuowany w dzielnicy Kalinowszczyzna na obszarze o powierzchni 12 ha. Jednak ze względu na różne trudności z przejęciem terenu do zagospodarowania w 1975 r. muzeum otrzymało nowe tereny o powierzchni ok. 27 ha w dzielnicy Sławin przy trasie Lublin - Warszawa.
W maju 1976 r. rozpoczęte zostały prace przy wiatraku z Zygmuntowa – pierwszym obiekcie przeniesionym na teren muzeum. Otwarcie pierwszego sektora, Wyżyny Lubelskiej, nastąpiło 27 września 1979.
Ze względu na gromadzone zbiory, które pochodzą z różnych krain i są wyraźnie zróżnicowane pod względem fizjograficznym i etnograficznym, ekspozycja skansenowska została podzielona na siedem sektorów: Wyżyny Lubelskiej, Roztocza, Powiśla Lubelskiego, Podlasia, Nadbuża oraz sektor dworski i miasteczkowy. W sektorze Wyżyna Lubelska znajdują się następujące obiekty: wiatrak, kuźnia, olejarnia, kapliczka, studnia, ptaszarnia, chałupa wolnostojąca i cztery zagrody chłopskie. W sektorze Roztocze zobaczyć można: kuźnię, piwiarnię, cerkiew z dzwonnicą i małym lapidarium cmentarnym, dwie kapliczki, pięć zagród i dwie chałupy wolnostojące. W sektorze dworskim są: dwa dwory, czworak, dwa spichlerze, bramę, krzyż i dwie figury. Sektor miasteczko to: kościół z dzwonnicą, duże lapidarium cmentarne z bramą, figura, okólnik, plebania, spichlerz plebański, gołębnik oraz studnia. Do sektora Powiśle należą: dwie kapliczki, pień dębu z krzyżem, sześć zagród, dwa brogi na siano oraz dwór, w którym mieszczą się biura muzeum. W sektorze Podlasie stoi remiza.
W sektorze Roztocza można podziwiać między innymi cerkiew greckokatolicką z Tarnoszyna, zaś w sektorze dworskim od stycznia 2001 r. we dworze z Żyrzyna z połowy XVIII wieku została uruchomiona ekspozycja dworu średniozamożnego ziemianina. Od czerwca 2001 w sektorze Powiśla można odbyć rejs po stawie dawnymi wiślanymi jednostkami pływającymi: pychówką, batem i promem. W sektorze Podlasia dostępna jest remiza strażacka z Bedlna. Ekspozycja odzwierciedla wyposażenie Ochotniczej Straży Pożarnej w Bedlnie z 1936 r.
8 września 2002 na terenie skansenu konsekrowany został XVII-wieczny kościół z Matczyna, który wraz ze plebanią z Żeszczynki i spichlerzem z Wrzelowca jest początkiem muzealnego sektora Miasteczko.
11 października 2005 w wyniku podpalenia spłonęła stodoła i część obory w jednej zagrodzie.
W 2013 ukończono rekonstrukcję miasteczka sprzed II wojny światowej, z ratuszem, posterunkiem policji, lodziarnią i domem żydowskiego cadyka.
Plenery Muzeum były scenerią wielu polskich filmów, m.in. Bitwa Warszawska 1920, Wołyń, Sami swoi. Początek oraz Znachor.

## Galeria

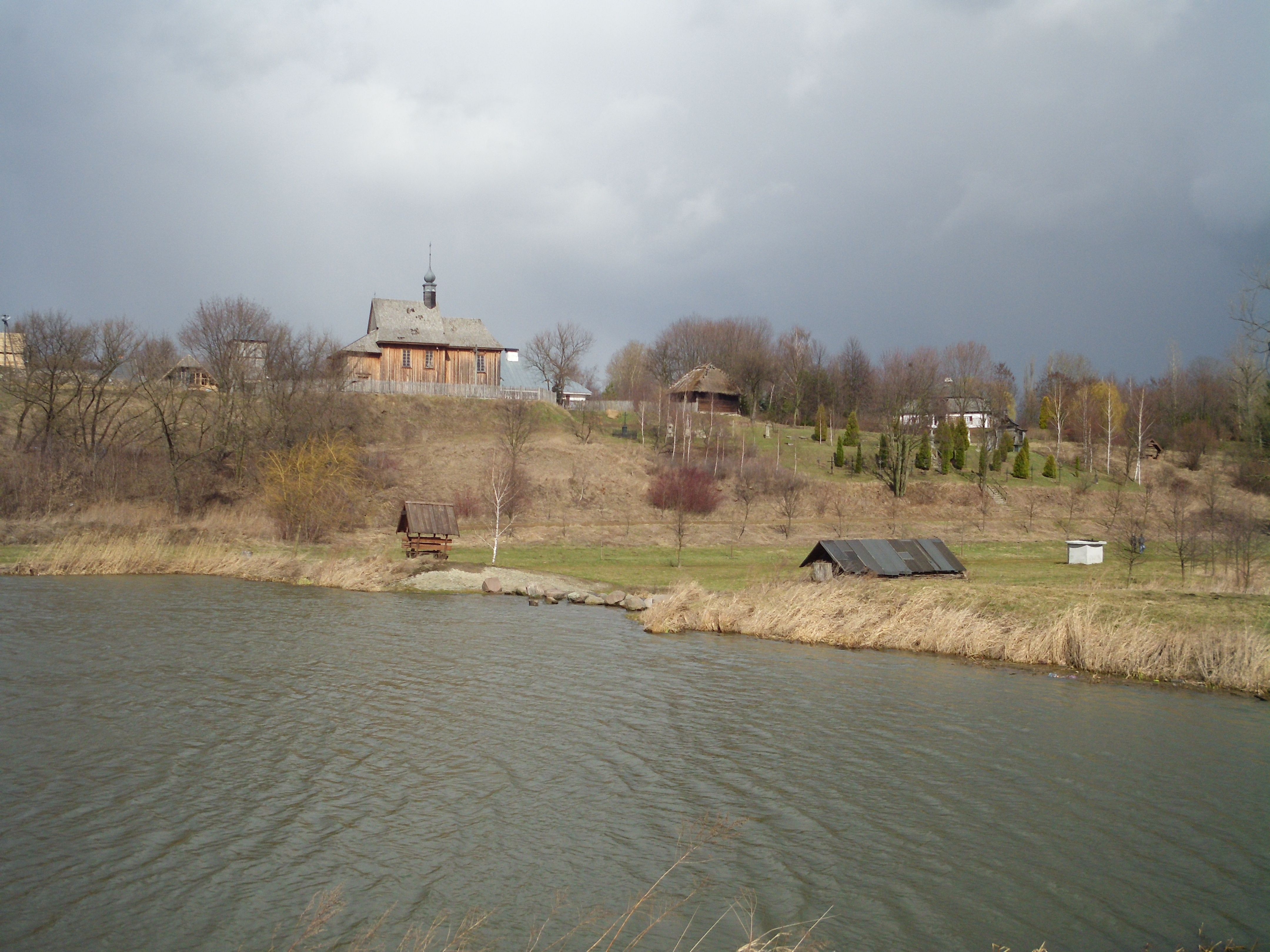
Muzeum Wsi Lubelskiej widok od strony stawu w dnie doliny Czechówki
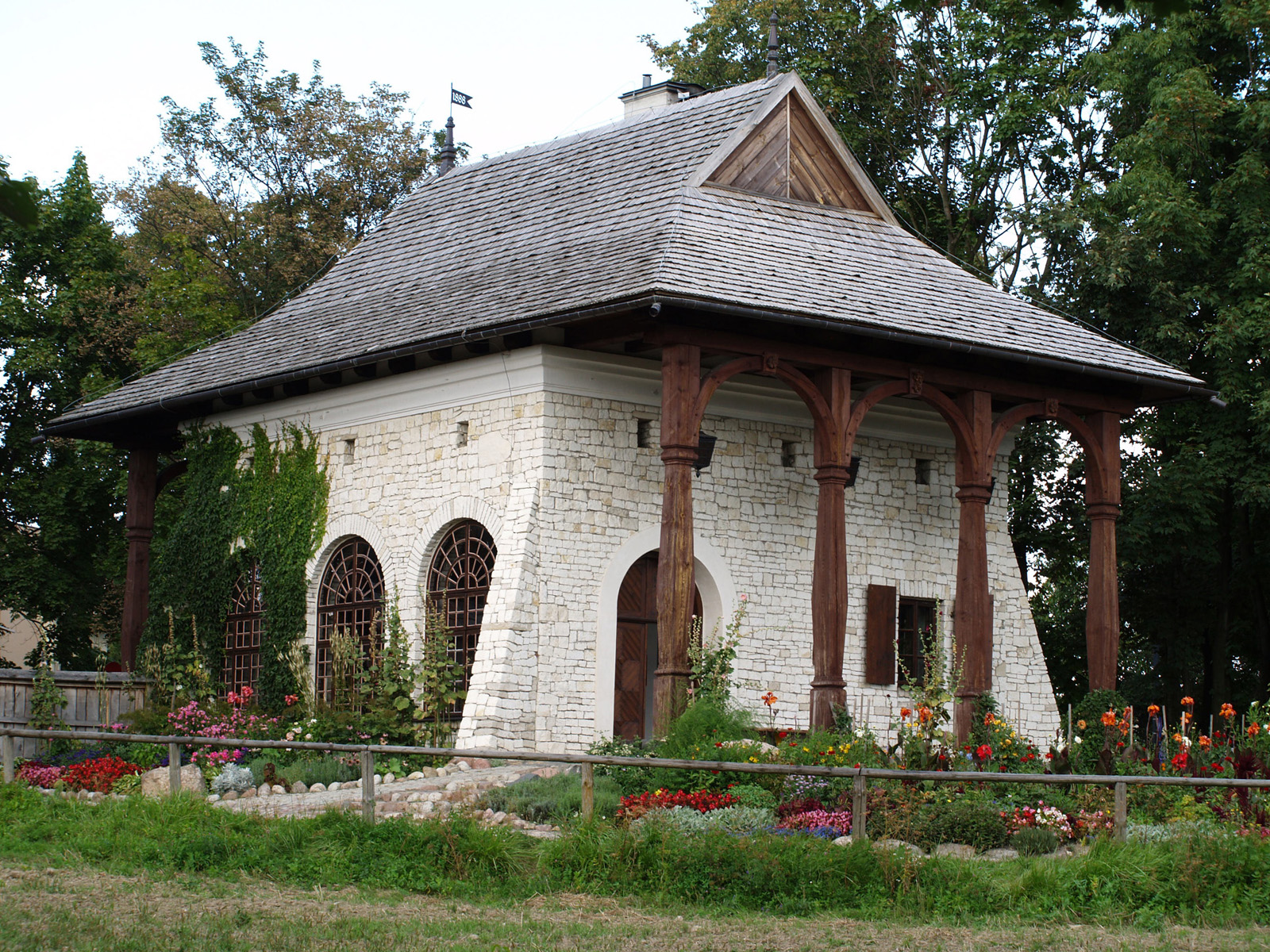
Budynek recepcji
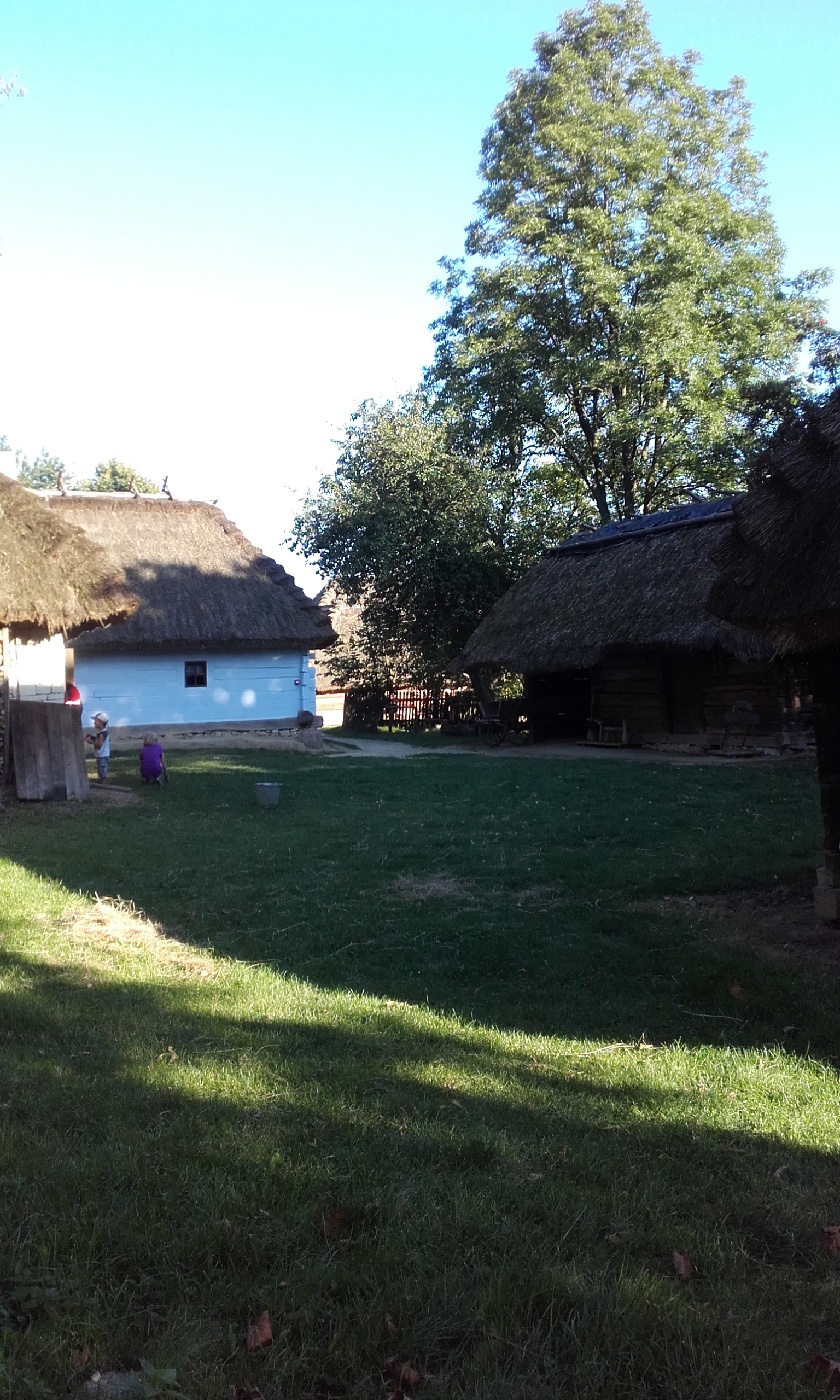
Zagroda z Żukowa
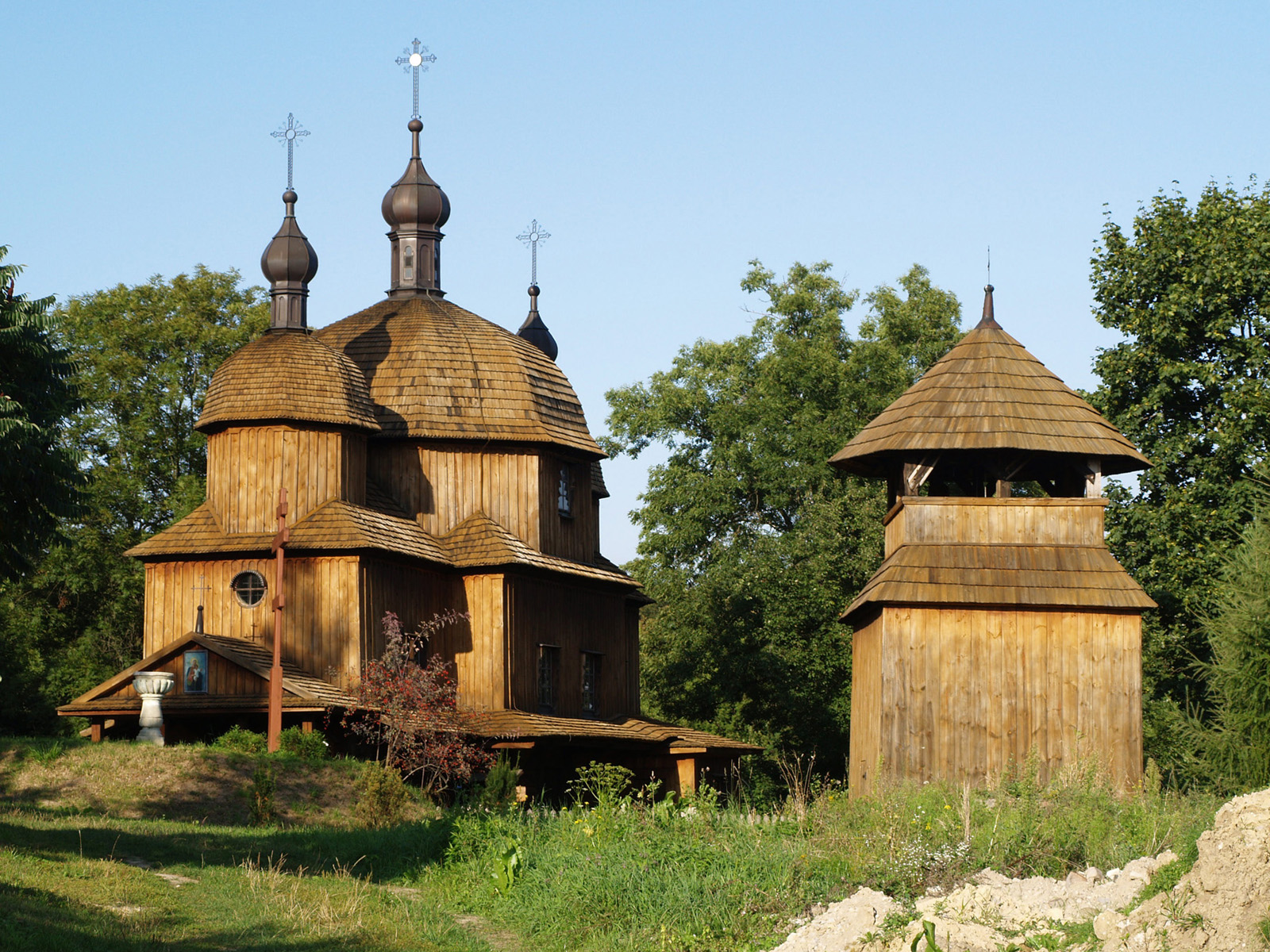
Cerkiew greckokatolicka z Tarnoszyna oraz dzwonnica z Lubyczy-Kniazie
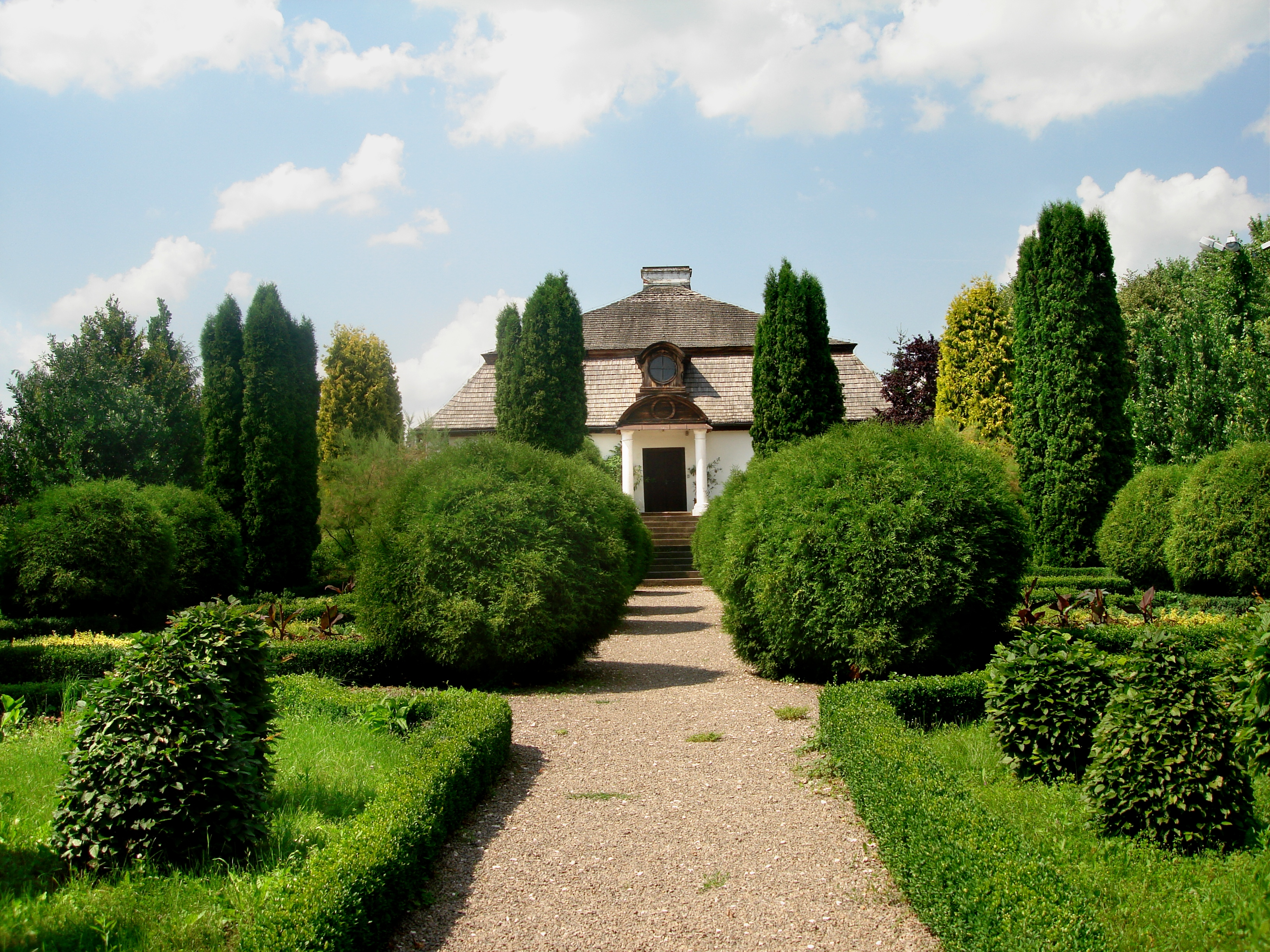
Dwór z Żyrzyna
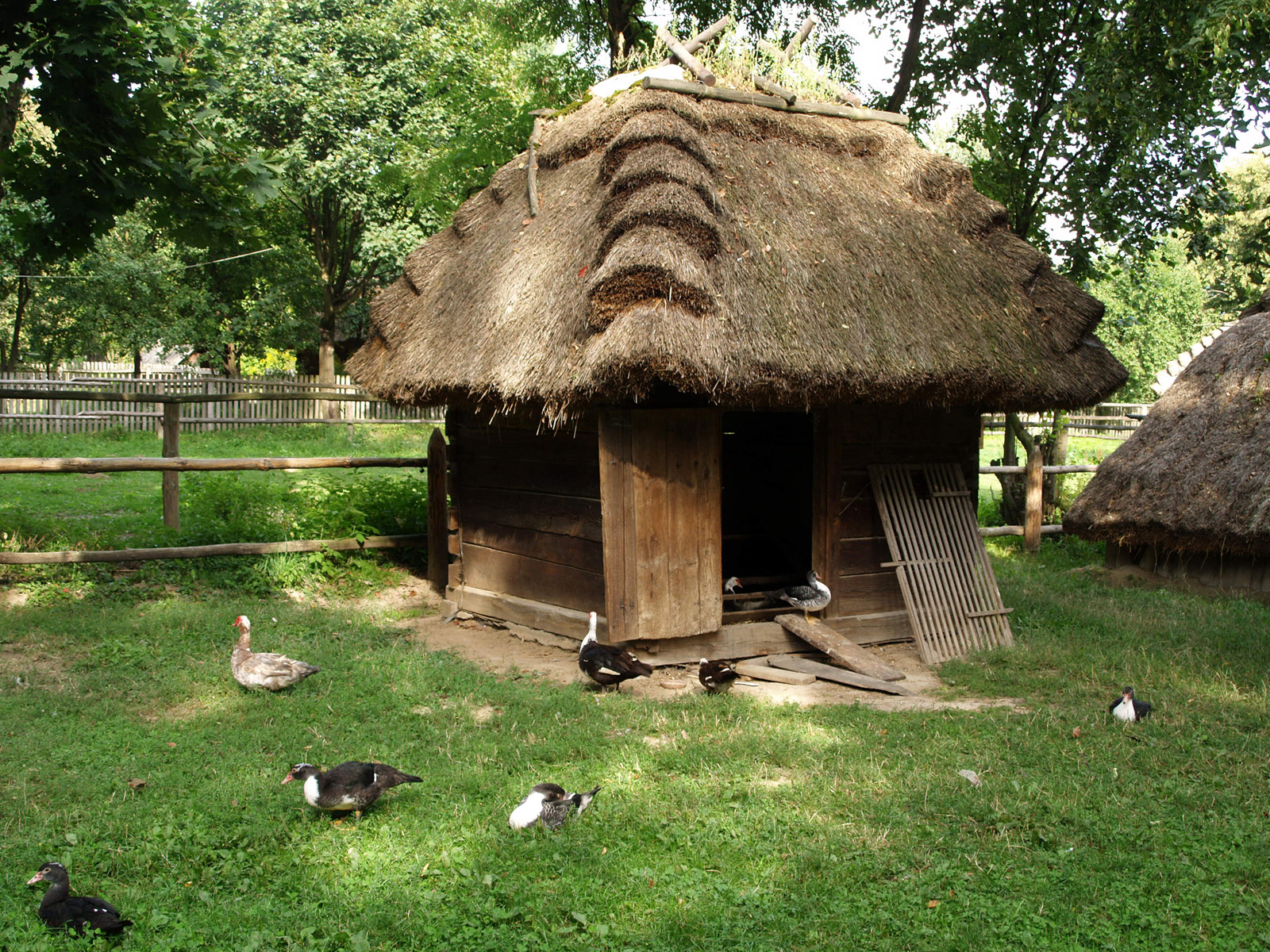
Kurnik z Nowej Wsi w zagrodzie z Niemiec
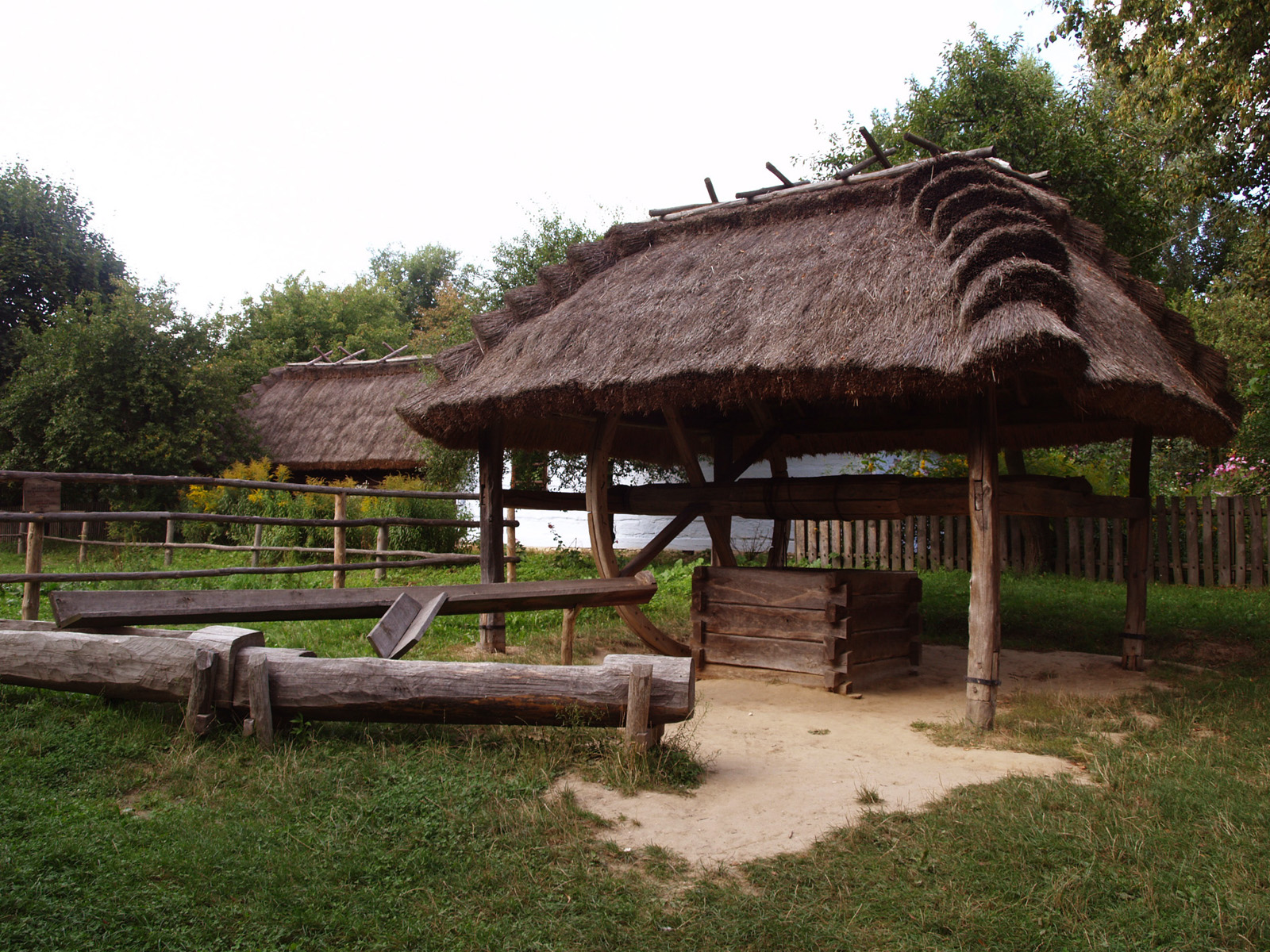
Studnia z Błażka w sektorze Wyżyna Lubelska